# Annalen des K. K. Naturhistorischen Hofmuseums
Annalen des K. K. Naturhistorischen Hofmuseums (en français : Annales du musée d'histoire naturelle K. K.), abrégé Ann. K. K. Naturhist. Hofmus., est une revue illustrée comprenant des descriptions botaniques et zoologiques. Elle a été éditée en Autriche et publiée annuellement entre 1886 et 1917,, avant d'être remplacée en 1918 par Annalen des Naturhistorischen Hofmuseums.